# Geórgios Téntsos
Geórgios Téntsos (en grec moderne : Γεώργιος Τέντσος), né le 31 octobre 1983 à Thessalonique, est un ancien coureur cycliste grec.

## Palmarès sur route
- 2000
  -  Champion de Grèce sur route juniors
- 2001
  - 3e du championnat de Grèce sur juniors
- 2003
  - 3e du championnat de Grèce sur route espoirs
- 2005
  - 1rea étape de la Sacrifice Race (contre-la-montre)
- 2006
  - 4e étape du Tour de Turquie
  - 3e du championnat de Grèce sur route
- 2007
  -  Champion de Grèce du contre-la-montre
  - 3e du championnat de Grèce sur route

## Palmarès sur piste

### Championnats de Grèce
- 2000
  -  Champion de Grèce de poursuite par équipes juniors (avec Lázaros Tsolakídis, Spýros Georgákis et Vasílis Kourpétis)
- 2001
  -  Champion de Grèce de poursuite par équipes juniors (avec Vasílis Kourpétis, Aléxandros Mavrídis et ?)
  -  Champion de Grèce de la course aux points juniors